# Găneasa (Ilfov)
Pour les articles homonymes, voir Găneasa.
Găneasa est une commune du județ d'Ilfov en Roumanie.